# Quinta Operacional Fisherton
Quinta Operacional Fisherton es el nombre con el que se conoce a un centro clandestino de detención utilizado durante la dictadura militar y el terrorismo de Estado en Argentina en las décadas de 1970 y 1980 de la ciudad de Rosario, provincia de Santa Fe, Argentina.
Se encontraba ubicado sobre calle San José de Calasanz (continuación de avenida Mendoza) a la altura del 9100 en la zona oeste de la ciudad.